# Jorge Zelada
Jorge Luiz Zelada (Porto Alegre, 20 de janeiro de 1957) é um engenheiro brasileiro e foi diretor da área internacional da Petrobras, como sucessor de Nestor Cerveró, de 2008 a 2012.
Foi preso em 2 de julho de 2015, na 15ª fase da Operação Lava Jato, batizada de Conexão Mônaco, por envolvimento no maior esquema de corrupção da história, conhecido como Petrolão. Foi o quarto diretor da Petrobras preso na Lava Jato, após as prisões de Paulo Roberto Costa, Renato Duque e Nestor Cerveró.
Em agosto de 2015, foi denunciado pelo Ministério Público Federal (MPF), foi convocado para CPI da Petrobras, e em janeiro de 2016 foi condenado a quatro anos por fraude em licitação. No mesmo ano foi condenado a 12 anos e meses de prisão em regime fechado pelos crimes de corrupção passiva e lavagem de dinheiro.
Foi solto em junho de 2019, beneficado pelo indulto natalio que extinguiu sua pena. Em 2024, foi absolvido em um dos processos que era investigado por corrupção.

## Operação Lava Jato

### Investigações
A Polícia Federal (PF) localizou o registro de viagem de Jorge Zelada, para abrir uma conta no Principado de Mônaco. O executivo saiu do País, em 7 de fevereiro de 2011, às 21h03, rumo a Paris, no mesmo voo em que estava Miloud Hassene, ex-sócio do lobista do PMDB João Augusto Rezende Henriques na empresa Trend. De acordo com a PF, Jorge Zelada abriu sua conta no Banco Julius Bar, em Mônaco, em 15 de fevereiro de 2011, período em que estava na França.
Em 27 de agosto de 2015, a CPI da Petrobras aprovou a convocação de Jorge Zelada e José Dirceu para depor em 31 de agosto sobre o esquema de corrupção investigado pela Lava Jato. No dia 31 de agosto de 2015, Zelada permaneceu em silêncio durante a CPI.
Em 8 de maio de 2018, foi um dos alvos da Operação Déjà vu, 51ª fase da Operação Lava Jato, que investiga um esquema de propina de 200 milhões de reais na Petrobras.

### Confisco de bens
O juiz federal Sergio Moro decretou o confisco de 123,6 milhões de reais dos saldos sequestrados em duas contas em nome de Zelada e da offshore Rockfield International, constituída no Panamá, no Banco Julius Baer, no Principado de Mônaco, com saldo total de cerca de 11,6 milhões de euros.

## Condenações
Em 12 de janeiro de 2016, a Justiça do Rio de Janeiro condenou Zelada a 4 anos por fraude em licitação. Em 1º de fevereiro de 2016, a Justiça Federal do Paraná condenou Zelada a 12 anos e 2 meses de prisão Jorge Luiz Zelada, por corrupção passiva e lavagem de dinheiro.